# Жолдошов, Нурбек Кадырбекович
Нурбек Кадырбекович Жолдошов (Жолдошев) (27 апреля 1989, Джалал-Абад) — киргизский футболист, защитник, футбольный тренер. Игрок клуба «Нефтчи» (Кочкор-Ата).

## Биография
В начале карьеры выступал в высшей лиге Кыргызстана за «Локомотив» (Джалал-Абад) и «Жаштык-Ак-Алтын» (Кара-Суу).
В 2010 году перешёл в «Нефтчи» (Кочкор-Ата), с которым в том же сезоне стал чемпионом и обладателем Кубка Кыргызстана, а в 2011 году — серебряным призёром и обладателем Суперкубка страны. Принимал участие в матчах Кубка президента АФК.
С 2012 года играл за «Алай» (Ош), в его составе в 2013 году стал чемпионом Кыргызстана. Вызывался в расширенный состав национальной сборной. Получив во время выступлений за «Алай» тяжёлую травму, на некоторое время приостановил карьеру и занялся тренерским образованием. Весной 2016 года попытался вернуться в основу «Алая», но сыграл только 14 минут в игре Кубка АФК против ливанского клуба «Триполи», после чего покинул команду.
В 2016 году выступал за «Нефтчи» (Кочкор-Ата) в первой лиге, а в следующем сезоне был играющим главным тренером клуба в высшей лиге. Привёл команду к четвёртому месту в чемпионате и вывел в полуфинал Кубка. В 2018 году передал тренерский пост Нематжану Закирову и остался в клубе как игрок.
Также принимал участие в чемпионате Кыргызстана по мини-футболу в составе команды «Жаш-Муун» (Джалал-Абад).